# البیوض، الجزائر
البیوض (به عربی: البيوض) یک شهرداری‌های الجزایر در الجزایر است که در ناحیه مشریه واقع شده‌است.
 البیوض  ۳٬۷۷۶ نفر جمعیت دارد و ۱٬۰۳۶ متر بالاتر از سطح دریا واقع شده‌است.